# Raoul Bott
Raoul Bott (Budapest, 24 settembre 1923 – San Diego, 20 dicembre 2005) è stato un matematico ungherese naturalizzato statunitense, vincitore del premio Wolf nel 2000.